# Breitkopf & Härtel

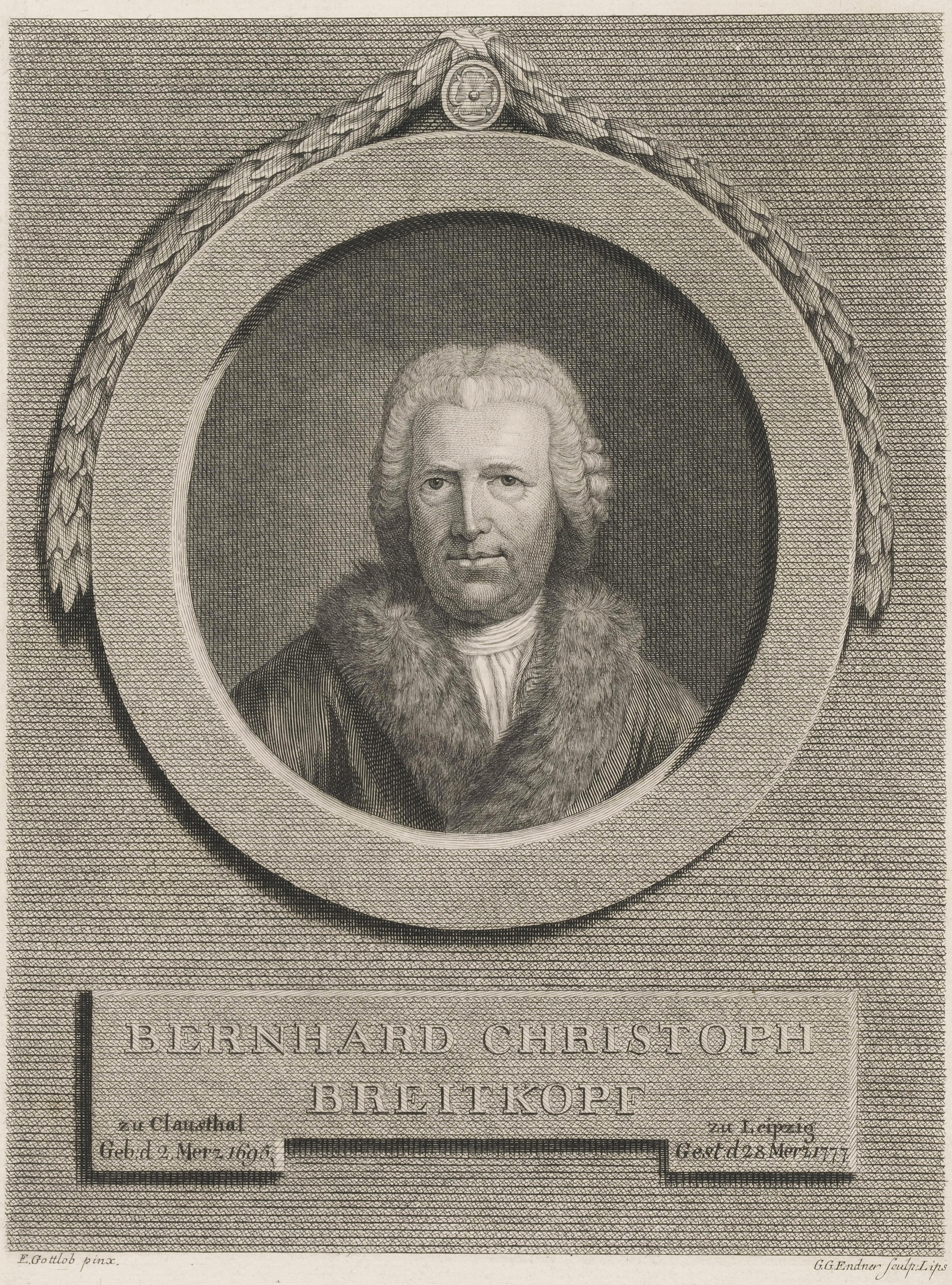
Bernhard Christoph Breitkopf.

Breitkopf & Härtel är ett tyskt musikförlag, lokaliserat i Wiesbaden, det äldsta i världen.
Rörelsen grundlades 1664 i Leipzig som boktryckeri av J. Georgi och övergick 1719 till Bernhard Christoph Breitkopf (1695–1777), som 1726 tillika började driva förlagsverksamhet. Sonen Johann Gottlob Immanuel Breitkopf, som bland annat var Johann Christoph Gottscheds förläggare, gav rörelsen ett stort uppsving och lade grunden till musikförlaget.
Sonen Christoph Gottlob Breitkopf (1750–1800) övertog 1794 faderns rörelse, men överlät den redan året efter till Gottfried Christoph Härtel, som under firmanamnet Breitkopf und Härtel utvecklade musikförlaget betydligt och utgav det första tyska musiktidskrift i "Allgemeine musikalische Zeitung" (1798–1865) och de första mönsterutgåvorna av Wolfgang Amadeus Mozart, Joseph Haydn och andra tyska klassiker. Han utgav dessutom "Leipziger Litteraturzeitung" (1812–34) och anlade 1806 en pianofabrik (den första i Leipzig). Sönerna Hermann Härtel och Raimond Härtel (1810–88) var förläggare av Franz Liszts, Felix Mendelssohns, Robert Schumanns och Frédéric Chopins arbeten och utsände kritiska utgåvor av Johann Sebastian Bachs, Giovanni Pierluigi da Palestrinas och Ludwig van Beethovens verk, förutom billiga utgåvor av nästan alla musikens äldre och nyare mästare; i deras bokförlag odlades särskilt musikteori och musikhistoria.
Efter Raimond Härtels död blev två systersöner till denne, Wilhelm Volckmann (1837–96) och Oscar von Hase (1846–1921) ledare för firman. Senare innehavare var Ludwig Volckmann (1870–1947), Hellmuth von Hase (1891–1979) och Wilhelm Volckmann (1898–1939). Filialer tillkom i Bryssel 1883, i London 1890 och i New York 1891. Hellmuth von Hase bosatte sig efter krigsslutet 1945 i Wiesbaden, där han 1951 kunde återuppta verksamheten.